# ProgPower Scandinavia
| ProgPower Scandinavia Festival | ProgPower Scandinavia Festival                                |
| ------------------------------ | ------------------------------------------------------------- |
|                                |                                                               |
| Das Wichtigste auf einen Blick |                                                               |
| Ort:                           | Kopenhagen, Dänemark                                          |
| Musikrichtung:                 | Progressive Metal, Progressive Rock, Power Metal, Heavy Metal |
| Künstler:                      | ca. 10 Bands pro Veranstaltungswochenende                     |

ProgPower Scandinavia war ein Musikfestival, das in den Jahren 2007 und 2008 in Dänemark veranstaltet wurde. Es hatte seinen Ursprung im ProgPower Europe. Das Festival im Jahr 2009 musste abgesagt werden, danach fand kein weiteres mehr statt.

## Geschichte
Das Festival fand erstmals im Jahr 2007 in The Rock, Kopenhagen, Dänemark statt. Im folgenden Jahr fand es ebenfalls dort statt. Im Jahr 2009 sollte es in Vega, Kopenhagen, (Dänemark), stattfinden, wurde jedoch abgesagt. Danach wurde das Festival nicht fortgeführt.

## Line-Ups
| Jahr | Ort                                     | Auftritte |
| ---- | --------------------------------------- | --- |
| 2007 | The Rock in Kopenhagen, Dänemark        | 9. November - Mercenary - Threshold - Circus Maximus - Spheric Universe Experience 10. November - Orphaned Land - Firewind - Eldritch - Darkane - Machine Men - Andromeda                                                                          |
| 2008 | The Rock in Kopenhagen, Dänemark        | 31. Oktober - Nostradameus - Wuthering Heights - Secret Sphere als Ersatz für Wastefall - Vanden Plas - Pagan’s Mind 1. November - Pain of Salvation - Deadsoul Tribe - Mekong Delta als Ersatz für Zero Hour - Lanfear - Cloudscape               |
| 2009 | Vega in Kopenhagen, Dänemark (abgesagt) | Pre-Party 24. September (fand wie geplant statt) - Anubis Gate - Fairyland - Leprous 25. September - Candlemass - Freak Kitchen - Textures - Iron Fire - Pathosray 26. September - Pretty Maids - Mercenary - Eyefear - Saint Deamon - Loch Vostok |